# Mylohyus nasutus
Mylohyus nasutus, o pecarí de nariz larga, es una especie extinta de mamífero del género Mylohyus, familia Tayassuidae. Vivió en América del Norte durante la última era del hielo.

## Descripción
Este pecarí era aproximadamente de 75 cm de altura al hombro y 67 kg de peso. Tenía una nariz en forma de trompa y patas largas y delgadas.

## Hábitat y distribución
Durante la última glaciación, estos pecaríes estaban distribuidos por el este de América del Norte, con concentraciones en la zona de los montes Apalaches y Florida. La mayoría de las zonas de excavación con registros fósiles de esta especie se encuentran en el sur y sureste estadounidenses, desde el oeste de Texas hasta Florida, y al norte hasta Pensilvania.

## Ecología y comportamiento
A diferencia del Platygonus compressus, M. Nasutus era probablemente un animal solitario y no frecuentaba cuevas.